# Élections législatives de 1967 en Vaucluse
Les élections législatives françaises de 1967 se déroulent les 5 et 12 mars 1967. Dans le département de Vaucluse, trois députés sont à élire dans le cadre de trois circonscriptions.

## Élus
| Circonscription | Député sortant                       | Parti | Parti   | Député élu ou réélu | Parti | Parti       |
| --------------- | ------------------------------------ | ----- | ------- | ------------------- | ----- | ----------- |
| 1re             | Henri Duffaut                        |       | SFIO    | Henri Duffaut       |       | FGDS (SFIO) |
| 2e              | Léon Ayme suppléant de Pierre Augier |       | SFIO    | Léon Ayme           |       | FGDS (SFIO) |
| 3e              | Jacques Bérard                       |       | UNR-UDT | Fernand Marin       |       | PCF         |

## Résultats

### Résultats à l'échelle du département
| Parti          | Parti                                           | Premier tour | Premier tour | Second tour | Second tour | Sièges |
| Parti          | Parti                                           | Voix         | %            | Voix        | %           | Sièges |
| -------------- | ----------------------------------------------- | ------------ | ------------ | ----------- | ----------- | ------ |
|                | Union des démocrates pour la Ve République      | 49 397       | 31,51        | 64 975      | 41,63       | 0      |
|                | Union des républicains de progrès               | 49 397       | 31,51        | 64 975      | 41,63       | 0      |
|                |                                                 |              |              |             |             |        |
|                | Section française de l'Internationale ouvrière  | 37 751       | 24,08        | 66 397      | 42,54       | 2      |
|                | Convention des institutions républicaines       | 8 741        | 5,58         | Retrait     | Retrait     | 0      |
|                | Fédération de la gauche démocrate et socialiste | 46 492       | 29,66        | 66 397      | 42,54       | 2      |
|                |                                                 |              |              |             |             |        |
|                | Parti communiste français                       | 35 769       | 22,82        | 24 696      | 15,82       | 1      |
|                | Parti radical                                   | 15 279       | 9,75         | Retrait     | Retrait     | 0      |
|                | Progrès et démocratie moderne                   | 9 817        | 6,26         |             |             | 0      |
|                |                                                 |              |              |             |             |        |
| Inscrits       | Inscrits                                        | 197 121      | 100,00       | 197 108     | 100,00      | 3      |
| Abstentions    | Abstentions                                     | 35 712       | 18,12        | 33 811      | 17,15       |        |
| Votants        | Votants                                         | 161 409      | 81,88        | 163 297     | 82,85       |        |
| Blancs et nuls | Blancs et nuls                                  | 4 655        | 2,88         | 7 229       | 4,43        |        |
| Exprimés       | Exprimés                                        | 156 754      | 97,12        | 156 068     | 95,57       |        |

### Résultats par circonscription

#### Première circonscription (Avignon)
| Candidat       | Candidat                    | Parti          | Premier tour | Premier tour | Second tour | Second tour |  |
| Candidat       | Candidat                    | Parti          | Voix         | %            | Voix        | %           |  |
| -------------- | --------------------------- | -------------- | ------------ | ------------ | ----------- | ----------- |  |
|                | Henri Duffaut sortant réélu | FGDS (SFIO)    | 24 027       | 41,05        | 38 052      | 66,16       |  |
|                | Jacques Méron               | UD-Ve          | 15 433       | 26,37        | 19 459      | 33,84       |  |
|                | Daniel Miquel               | PCF            | 12 789       | 21,85        | Retrait     | Retrait     |  |
|                | Amédée Rougier              | CD (PDM)       | 6 286        | 10,74        |             |             |  |
|                |                             |                |              |              |             |             |  |
| Inscrits       | Inscrits                    | Inscrits       | 74 348       | 100,00       | 74 348      | 100,00      |  |
| Abstentions    | Abstentions                 | Abstentions    | 14 043       | 18,89        | 14 192      | 19,09       |  |
| Votants        | Votants                     | Votants        | 60 305       | 81,11        | 60 156      | 80,91       |  |
| Blancs et nuls | Blancs et nuls              | Blancs et nuls | 1 770        | 2,94         | 2 645       | 4,4         |  |
| Exprimés       | Exprimés                    | Exprimés       | 58 535       | 97,06        | 57 511      | 95,6        |  |

#### Deuxième circonscription (Carpentras)
| Candidat       | Candidat                | Parti          | Premier tour | Premier tour | Second tour | Second tour |  |
| Candidat       | Candidat                | Parti          | Voix         | %            | Voix        | %           |  |
| -------------- | ----------------------- | -------------- | ------------ | ------------ | ----------- | ----------- |  |
|                | Georges Santoni         | UD-Ve          | 16 293       | 33,05        | 21 529      | 43,17       |  |
|                | Léon Ayme sortant réélu | FGDS (SFIO)    | 13 724       | 27,84        | 28 345      | 56,83       |  |
|                | Maurice Charretier      | Rad            | 10 612       | 21,53        | Retrait     | Retrait     |  |
|                | Louis Sauthier          | PCF            | 8 662        | 17,57        | Retrait     | Retrait     |  |
|                |                         |                |              |              |             |             |  |
| Inscrits       | Inscrits                | Inscrits       | 61 627       | 100,00       | 61 616      | 100,00      |  |
| Abstentions    | Abstentions             | Abstentions    | 10 947       | 17,76        | 9 952       | 16,15       |  |
| Votants        | Votants                 | Votants        | 50 680       | 82,24        | 51 664      | 83,85       |  |
| Blancs et nuls | Blancs et nuls          | Blancs et nuls | 1 389        | 2,74         | 1 790       | 3,46        |  |
| Exprimés       | Exprimés                | Exprimés       | 49 291       | 97,26        | 49 874      | 96,54       |  |

#### Troisième circonscription (Orange)
| Candidat       | Candidat               | Parti          | Premier tour | Premier tour | Second tour | Second tour |  |
| Candidat       | Candidat               | Parti          | Voix         | %            | Voix        | %           |  |
| -------------- | ---------------------- | -------------- | ------------ | ------------ | ----------- | ----------- |  |
|                | Jacques Bérard sortant | UD-Ve          | 17 671       | 36,12        | 23 987      | 49,27       |  |
|                | Fernand Marin élu      | PCF            | 14 318       | 29,26        | 24 696      | 50,73       |  |
|                | Guy Penne              | FGDS (CIR)     | 8 741        | 17,87        | Retrait     | Retrait     |  |
|                | Ellen Robert           | Rad            | 4 667        | 9,54         |             |             |  |
|                | Hugues d'Alauzier      | CD (PDM)       | 3 531        | 7,22         |             |             |  |
|                |                        |                |              |              |             |             |  |
| Inscrits       | Inscrits               | Inscrits       | 61 146       | 100,00       | 61 144      | 100,00      |  |
| Abstentions    | Abstentions            | Abstentions    | 10 722       | 17,54        | 9 667       | 15,81       |  |
| Votants        | Votants                | Votants        | 50 424       | 82,46        | 51 477      | 84,19       |  |
| Blancs et nuls | Blancs et nuls         | Blancs et nuls | 1 496        | 2,97         | 2 794       | 5,43        |  |
| Exprimés       | Exprimés               | Exprimés       | 48 928       | 97,03        | 48 683      | 94,57       |  |